# Alekszandr Ivanovics Tyimosinyin
Alekszandr Ivanovics Tyimosinyin (Moszkva, 1948. május 20. – 2021. november 26.) olimpiai bajnok szovjet-orosz evezős.

## Pályafutása
Az 1968-as mexikóvárosi olimpián aranyérmes lett Anatolij Szassz-szal kétpárevezősben. Négy év múlva már Gennagyij Korsikovval a müncheni olimpián ismét olimpiai bajnok lett ugyan ebben a számban.
Az 1973-as moszkvai Európa-bajnokságon ezüstérmet szerzett kétpárevezősben Korsikovval. 

## Sikerei, díjai
- Olimpiai játékok – kétpárevezős
  - aranyérmes (2): 1968, Mexikóváros, 1972, München
- Európa-bajnokság – kétpárevezős
  - ezüstérmes: 1973, Moszkva